# Обозний коронний (уряд дворський)
Обозний коронний (пол. Oboźny koronny, лат. praefectus curruum) — уряд дворський (почесний) Корони Королівства Польського та Речі Посполитої.
Він завідував королівськими каретами та возами, був керівником колісних майстрів, стельмахів та інших стаєнних ремісників, які обслуговували вози й карети. Іноді його помилково називали візничим (пол. woźniczym).